# Oecetis ornata
Oecetis ornata is een schietmot uit de familie Leptoceridae. De soort komt voor in het Australaziatisch gebied.